# 정병희
정병희(鄭炳喜, 1983년 5월 25일 ~ )은 전 KBO 리그 SK 와이번스의 선수이다.

## 학력
- 서울역삼초등학교
- 휘문중학교
- 휘문고등학교

## 아마추어 선수 시절
서울역삼초등학교와 휘문중학교를 거쳐 휘문고등학교에 입학한다. 휘문고등학교 3학년이었던 2001년, 우규민과 함께 팀 내 주축 투수로 활약하면서 제 55회 황금사자기 전국고교야구대회 우승에 기여한다.

## 프로 야구 선수 시절
2002년 신인 드래프트에서 한화 이글스의 2차 2순위 지명을 받아 입단했다. 2005년 시즌 후 내야수 김민재의 보상 선수로 이적했다. 이후 입대하여 2010년에 제대하자마자 SK 와이번스에서 방출되었다.

## 참조
1. ↑  한화, 정병희와 입단 계약 《한국일보》, 2001년 7월 13일